# Phyllophilopsis gracilis
Phyllophilopsis gracilis är en tvåvingeart som först beskrevs av Townsend 1927.  Phyllophilopsis gracilis ingår i släktet Phyllophilopsis och familjen parasitflugor. Inga underarter finns listade i Catalogue of Life.